# Jacques Labrecque
Pour les articles homonymes, voir Labrecque (homonymie).
Jacques Labrecque est un chanteur, folkloriste, producteur et éditeur québécois, né le 8 juin 1917 à Saint-Benoît, et mort à Longueuil, le 18 mars 1995.

## Biographie
Jacques Labrecque naît en 1917 à Saint-Benoît dans le comté de Deux-Montagnes, de parents cultivateurs. Il n’a que deux ans lorsque sa famille déménage à Montréal. Il étudie l'art vocal de la fin des années 1920 à la fin des années 1930. Comme le Conservatoire de musique de Montréal n'existe pas encore, il doit prendre des cours privés auprès de Marie-Thérèse Paquin, Roger Filiatrault et Oscar O'Brien ce qui lui permettra de développer une formation, à la fois classique et traditionnelle.
À 17 ans (1934), Jacques Labrecque débuta avec succès comme ténor et interprète de chansons à des émissions comme Le Réveil rural à la radio de Radio-Canada. À la fin des années 1930, il chante aux Variétés lyriques de Montréal
À 29 ans, il signe un contrat de trois ans avec la National Concerts and Artists de New York et entreprend une tournée en Acadie. En 1951, il poursuit sa carrière d'interprète de la chanson traditionnelle canadienne en Europe. Il enregistre des disques à Londres avec la compagnie DECCA et présente un tour de chant à Paris en 1952.  À cette période, il puise son répertoire folklorique à la source même des archives des folkloristes comme Marius Barbeau. Il vise entre autres à populariser le répertoire de la chanson canadienne française. Après un séjour de six années en Europe, Jacques Labrecque rentre au pays en 1956. 
À son retour à Montréal, il connaît son premier succès avec la chanson La Parenté de Jean-Paul Filion (1957). À l'hiver 1960, il entreprend une randonnée en carriole, tirée par des chevaux, de plus de 300 milles à partir de Montréal. Longeant le fleuve, sa destination est celle du Carnaval de Québec. Il répète cette randonnée pittoresque pendant trois années consécutives pour la même occasion.
Dans les années 1980, il devient producteur d'albums et dirige les Éditions et Disques Patrimoine dont la collection «Géographie sonore du Québec», une anthologie des chansons traditionnelles recueillies par les folkloristes. Dans Charlevoix, Jacques Labrecque organise et anime des «Veillées de contes» tout en étant directeur de la Galerie du Patrimoine qui expose des œuvres de la région. Passionné par la chanson et la musique traditionnelle, Jacques Labrecque a consacré sa vie à la diffusion du patrimoine canadien d'abord comme interprète puis, comme producteur et éditeur.
Il décède en 1995 à l'âge de 77 ans, trois mois avant son 78e anniversaire, et aujourd'hui on compte une vingtaine de titres dont plusieurs compilations de ses meilleurs succès.

## Discographie
(sélection)
- 1957 : Folk Songs of France and French Canada sung by Jacques Labrecque (Folkways Records FG 3560[1])

1. À la claire fontaine
2. Sur le bord de la Seine
3. En revenant des noces
4. À Paris, sur le petit pont
5. Nous vid'rons la bouteille
6. Le roi Louys
7. La prisonnière à la tour
8. Les trois beaux canards
9. Au bois du rossignolet
10. Boum badi boum
11. Les jeunes filles à marier
12. La vieille galante
13. Dans la cour du palais
14. Au chant de l'alouette
15. La fontaine est profonde
16. La perdriole
17. Monsieur le curé
18. Les menteries
19. Je l'ai vu voler
20. Laquelle marierons-nous
21. La petite hirondelle
22. Avoine

- 1990 : Contes et légendes (Patrimoine)

1. Le p'tit boeu'
2. Les trois filles qui ont cariotté
3. La vieille Gariépy
4. Le conte de l'oiseau

- 1991 : Le temps des fêtes (compilation) (Patrimoine)

1. Venez, divin Messie
2. Il est né le divin enfant
3. Ça bergers assemblons-nous
4. Les anges dans nos campagnes
5. Nouvelle agréable
6. Dans cette étable
7. D’où viens-tu bergère
8. Adeste fidèles
9. Légende: les étoiles de Noël
10. La démêlée
11. Le temps des fêtes
12. La chasse-galerie
13. Gigue à Ti-Jos
14. La légende de la chasse-galerie
15. Paul Jones
16. Légende: le diable à la danse
17. La parenté
18. Des mitaines pas d’pouce
19. J’sus v’nu au carnaval
20. Le temps du carnaval
21. Reel du carnaval
22. Quiens ben ta blonde
23. La bastringue du carnaval

- 1991 : Mémoire vive (compilation) (Patrimoine)

1. L'oranger
2. Derrièr'chez-nous y'a un champ de pois
3. Ma ceinture est en quinze brins
4. Quand j'étais chez mon père
5. Envoyons d'l'avant nos gens
6. Légende traditionnelle Ti-Djo Gredzède
7. Les raftman
8. Am’nez-en d’la pitoune
9. Le printemps est arrivé
10. En montant la rivière
11. M’en revenant de la jolie Rochelle
12. Belle, dormez-vous ?
13. L’escaouette
14. Couleurs d’automne
15. Le garçon du grand Paulin
16. Su’l’bout du banc
17. Su’l’ch’min des habitants
18. En p’tit boggie
19. Chauffe, chauffe fort
20. Jos Hébert
21. Monsieur Guindon
22. Le curé de St-Denis
23. Zacharie
24. Jos Montferrand
25. L’habitant d’St-Benoit

- 1995 : Chansons traditionnelles (compilation) (Fonovox VOX 7832-2)

1. Blanche comme la neige
2. Le prince Eugène
3. Un Canadien errant
4. Chanson de Louis Riel
5. Chantons pour y passer le temps
6. À l'abri d'une olive
7. À la claire fontaine
8. Rossignolet sauvage
9. Nanette
10. Je sais bien quelque chose
11. V'là l'bon vent
12. Dans les chantiers nous hivernerons
13. Les raftsmen
14. Fringue, fringue sur la rivière
15. Partons la mer est belle
16. Vive la canadienne
17. Le bal chez Boulé
18. Les trois cloches
19. La parenté
20. Quand j'étais chez mon père
21. Isabeau s'y promène
22. Les Québécoises
23. Quartier latin
24. Jos Monferrand
25. Monsieur Guindon

- 2002 : Chants du pays (compilation) (Disques XXI, XXI CD 2 1429)

1. Le fils du roi s'en va chassant
2. Quand j'étais chez mon père
3. Les Raftmen
4. L'escaouette
5. Dans les prisons de Nantes
6. Ah ! Toi belle hirondelle
7. C'est la belle Françoise
8. À St-Malo beau port de mer
9. Le bal chez Boulé
10. Isabeau s'y promène
11. Partons la mer est belle
12. À la claire fontaine
13. Alouette
14. Son voile qui volait
15. Papillon, tu es volage
16. Envoyons d'l'avant nos gens
17. Au bois du rossignolet
18. Simone
19. Mon merle
20. Derrière chez nous, y'a t'un champ de pois
21. L'bobo de la fille
22. La ronde des provinces
23. Trente marins de Saint-Malo

- 2005 : Jacques Labrecque (compilation) (Expérience EXP 118)

1. La parenté
2. Jos Monferrand
3. Monsieur Guindon
4. Amenez-en d'la pitoune
5. En p'tit boggie
6. Jos Hébert
7. Le fils du roi s'en va chassant
8. Envoyons d'l'avant nos gens
9. Mon merle
10. Quand j'étais chez mon père
11. L'escaouette
12. Son voile qui volait
13. Isabeau s'y promène
14. Les Québécoises
15. Dans les chantiers nous hivernerons
16. Les raftmen
17. The relatives
18. The road to Grand-Mère

## Source
- Jacques Labrecque sur L'Encyclopédie canadienne
- Robert Thérien et Isabelle D'Amours, Dictionnaire de la musique populaire au Québec 1955-1992, IQRC, 1992
- Québec Info Musique